# Тренер

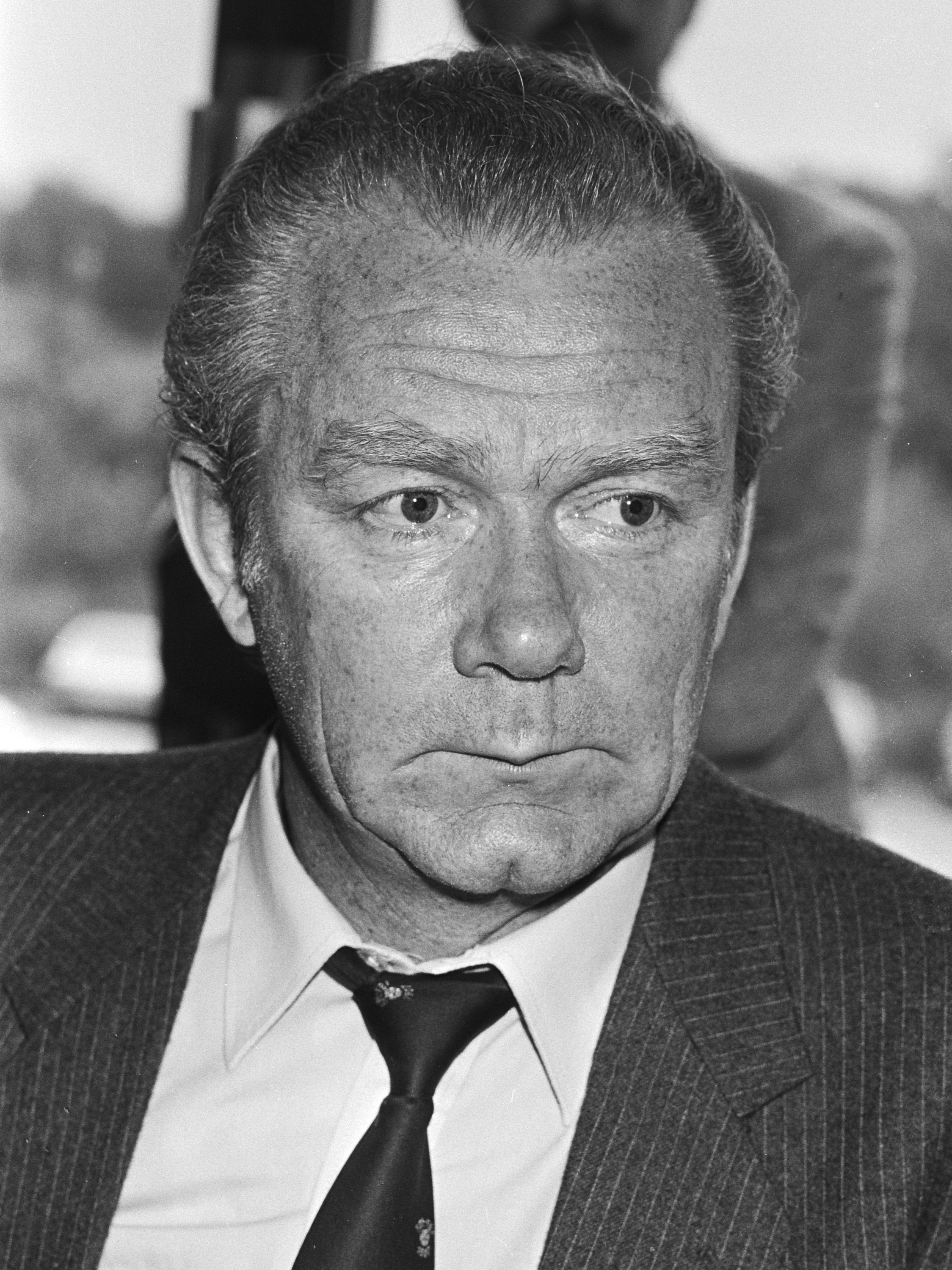
Український футбольний тренер Валерій Лобановський

Тре́нер (англ. trainer, від англ. train — виховувати, навчати; українською — напутник) — викладач фізичної культури, спеціаліст у якомусь виді спорту. Веде навчально-тренувальну роботу, направлену на виховання та вдосконалення майстерності спортсменів, розвиток їхніх функціональних можливостей.